# Werik Popó
Werik Silva Pinto (São Paulo, Brasil, 17 de octubre de 2001), conocido como Werik Popó, es un futbolista brasileño que juega como delantero en el Red Bull Bragantino del Campeonato Brasileño de Serie A.

## Trayectoria

### Oeste F. C.
Apodado como el boxeador Acelino Freitas por la vecina de su madre, fue rechazado por varios clubes antes de incorporarse a la cantera del Oeste F. C. en 2020. En 2021 se trasladó al Águia de Marabá F. C. en calidad de préstamo para el Campeonato Paraense 2021, y debutó con el club en la categoría absoluta.
De vuelta al Oeste, debutó con el primer equipo del club el 19 de junio de 2021, sustituyendo a Léo Artur a última hora del partido en casa contra el Criciúma E. C. Alternó entre la selección sub-20 y el primer equipo, y fue el máximo goleador de la Copa São Paulo de Futebol Júnior de 2022, con ocho goles en sólo seis partidos.
Promovido definitivamente al equipo principal, marcó su primer gol con la selección absoluta el 19 de febrero de 2022, al marcar el gol de la victoria en el último minuto contra el E. C. XV de Novembro. El 2 de marzo, marcó un doblete en la victoria por 3-1 ante el Red Bull Brasil.

### Red Bull Bragantino
El 12 de agosto de 2022 firmó un contrato de cinco años con el Red Bull Bragantino. Debutó el 18 de septiembre, sustituyendo al lesionado Alerrandro en el empate en casa contra el Goiás E. C., pero siendo él mismo sustituido a los 37 minutos en el campo.

## Estadísticas

### Clubes
Actualizado al último partido disputado el 9 de noviembre de 2022.
| Club                         | Div.          | Temporada     | Liga  | Liga  | Estatal | Estatal | Copas nacionales | Copas nacionales | Copas internacionales | Copas internacionales | Total | Total |
| Club                         | Div.          | Temporada     | Part. | Goles | Part.   | Goles   | Part.            | Goles            | Part.                 | Goles                 | Part. | Goles |
| ---------------------------- | ------------- | ------------- | ----- | ----- | ------- | ------- | ---------------- | ---------------- | --------------------- | --------------------- | ----- | ----- |
| Oeste F. C. · Brasil         | 3.ª           | 2021          | 3     | 0     | 0       | 0       | 0                | 0                | ―                     | ―                     | 3     | 0     |
| Oeste F. C. · Brasil         | 4.ª           | 2022          | 14    | 5     | 15      | 6       | 1                | 0                | ―                     | ―                     | 30    | 11    |
| Oeste F. C. · Brasil         | Total club    | Total club    | 17    | 5     | 15      | 6       | 1                | 0                | 0                     | 0                     | 33    | 11    |
| Red Bull Bragantino · Brasil | 1.ª           | 2022          | 8     | 3     | 0       | 0       | 0                | 0                | ―                     | ―                     | 8     | 3     |
| Red Bull Bragantino · Brasil | Total club    | Total club    | 8     | 3     | 0       | 0       | 0                | 0                | 0                     | 0                     | 8     | 3     |
| Total carrera                | Total carrera | Total carrera | 25    | 8     | 15      | 6       | 1                | 0                | 0                     | 0                     | 41    | 14    |